# Neurale correlaten van bewustzijn

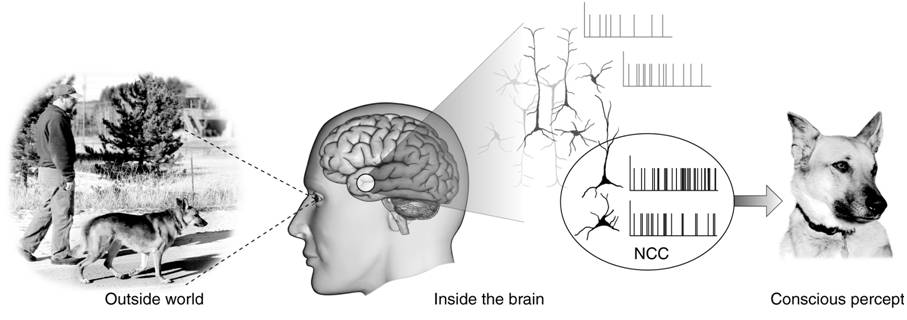
Een schema van de neurale processen die ten grondslag liggen van het bewustzijn, door Christof Koch.

De neurale correlaten van bewustzijn betekent dat er een wederzijdse samenhang is tussen hersenactiviteit en bewustzijnservaring.
De gangbare vraagstelling is hoeveel neurale netwerken er minimaal nodig zijn voor het ontstaan van een waarneming. Mochten de hersenen voldoende aanleiding geven tot een bepaalde bewustwording dan is de vraagstelling welke neurale netwerken er nodig zijn om de bewuste ervaring te produceren.
Neurowetenschappers maken gebruik van empirische benaderingen om de neurale correlaten van subjectieve verschijnselen te ontdekken. Met behulp van medische beeldvorming is aangetoond dat het centrale zenuwstelsel met een specifieke bewustzijnservaring wordt geactiveerd. Anderzijds kan een hersenactiviteit ook het gevolg zijn van het bewustzijn. Bij deze samenhang ontbreekt er echter een oorzakelijk verband, vandaar dat het tegenwoordig een correlatie wordt genoemd.

## Neurobiologie en neurofilosofie
Een wetenschap over het bewustzijn zou een exacte relatie kunnen verklaren tussen subjectieve (bewuste) mentale toestanden en hersentoestanden die ontstaan door de elektrochemische interacties in het lichaam, het zogeheten lastige probleem (hard problem). De neurofilosofie is een interdisciplinaire studie afgeleid van de neurowetenschap en de filosofie van de geest. Neurofilosofen zoals Patricia Churchland, Paul Churchland en Daniel Dennett zijn vooral gericht op het lichaam in plaats van de geest. In deze context zouden de neurale correlaten het bewustzijn veroorzaken, zodat het bewustzijn beschouwd kan worden als een onbepaalde eigenschap, die afhankelijk is van een complex, adaptief en sterk met elkaar verbonden biologisch systeem, zoals het centraal zenuwstelsel. Het is echter onbekend of erbij het ontdekken, of kenmerken, van de neurale correlaten uiteindelijk een theorie van het bewustzijn zal komen, die bijvoorbeeld eerste persoonservaring kan verklaren.